# Zespół Tapii
Zespół Tapii (łac. hemiplegia palatopharyngolaryngea, ang. Tapia's syndrome, Tapia's vagohypoglossal syndrome) – połowicze porażenie nerwu błędnego i nerwu podjęzykowego. Opisał go po raz pierwszy hiszpański neurolog Antonio Garcia Tapia w 1905 roku.

## Etiologia
Uszkodzenie obu nerwów wywołane jest najczęściej procesem nowotworowym, zapalnym lub urazem części nosowej gardła.

## Objawy
- jednostronne porażenie krtani. Fałd głosowy ustawiony jest w pozycji pośredniej:
  - chrypka
- jednostronne porażenie podniebienia miękkiego
  - dysfagia
  - asymetria podniebienia miękkiego
- porażenie i zanik połowy języka
  - zbaczanie języka w stronę zdrową.